# Ascendant (roman)
Pour les articles homonymes, voir Ascendance.
Ascendant (titre original : Ascendant) est le deuxième roman de la série de science-fiction La Genèse de la flotte de Jack Campbell. Il est paru aux États-Unis en 2018 puis a été traduit en français et publié par les éditions L'Atalante la même année.